# 얀쿠바 민테
얀쿠바 민테(영어: Yankuba Minteh, 2004년 7월 22일 ~ )는 감비아의 축구 선수로, 현재 프리미어리그 클럽 브라이턴 & 호브 앨비언과 감비아 국가대표팀에서 라이트 윙어로 활약하고 있다.

## 구단 경력

### OB
민테는 감비아의 스티브 비코에서 선수 생활을 시작했다. 민테의 에이전트 바카리 보장은 덴마크 클럽 OB에 민테와 동료 감비아인 다우다 다보에를 만나보라고 요청했다. 두 선수 모두 2021-22년 시즌을 앞두고 OB에서 뛰면서 2021년 여름에 트라이아웃을 요청받았다. 민테는 좋은 인상을 남기지는 못했지만 트라이아웃에서 두 번째 기회를 얻었고, 그보다 훨씬 좋은 인상을 받았다. 2022년 여름, 그는 OB와 2년 계약을 체결했다. 처음에는 U-19 대표팀으로, 같은 해 후반에는 1군 계약을 체결했다. 그는 2022년 9월 10일, 코펜하겐과의 경기에서 2-1로 승리한 덴마크 수페르리가 데뷔 전을 치렀고, 프랑코 통야와 교체 투입된 지 3분 만에 결승골을 넣었다.

### 뉴캐슬 유나이티드
2023년 6월 12일, 프리미어리그 클럽 뉴캐슬 유나이티드는 민테와 7월 1일부터 영구 계약을 체결하기로 합의했다고 발표했다. 언론 보도에 따르면 뉴캐슬은 OB에게 700만 유로의 이적료를 지불할 것이라고 한다. 동시에 뉴캐슬은 민테가 도착하자마자 2023-24년 시즌 에레디비시 챔피언 페예노르트에게 즉시 임대될 것이라고 발표했다.

#### 페예노르트로의 임대
민테는 8월 4일, 2023년 요한 크라위프 스할에서 클럽 데뷔 전을 치렀다. 9월 3일, 그는 5-1로 승리한 위트레흐트와의 원정 경기에서 팀의 첫 골을 넣으며 다섯 번째 골을 넣었다. 2023년 10월 말, 그 결과 몇 주 동안 근육 부상을 당했다. 12월 13일, 그는 셀틱과의 2023-24년 시즌 조별 리그 최종전 원정 경기에서 2-1로 패한 경기에서 UEFA 챔피언스리그 첫 골을 넣었고, 에브리마 콜리에 이어 감비아 출신으로는 두 번째로 이 위업을 달성했다.
2024년 4월 7일, 그는 더 클라시케르에서 열린 아약스와의 경기에서 팀이 6-0으로 승리하는 데 도움을 주며 에레디비시 역사상 최악의 패배를 기록했다.

### 브라이턴 & 호브 앨비언
2024년 7월 1일, 민테는 프리미어리그 클럽 브라이턴 & 호브 앨비언에 3천만 파운드의 이적료로 입단하여 클럽과 5년 계약을 체결했다. 민테는 2024년 8월 17일, 에버턴과의 경기에서 미토마 카오루의 어시스트를 기록하며 클럽 데뷔 전을 치렀다. 민테는 2024년 10월 6일, 토트넘을 상대로 3-2 승리를 거두며 프리미어리그 첫 골을 넣었다.  시즌이 진행되는 동안 브라이턴은 첼시를 상대로 3-0 승리를 거두며 두 골을 넣으며 인상적인 활약을 이어갔다.

## 국가대표팀 경력
2022년 11월 4일, 민테는 콩고 민주 공화국과 라이베리아와의 친선 경기를 위해 감비아 국가대표팀에 처음으로 소집되었다. 민테는 감비아가 콩고 민주 공화국을 상대로 2-2로 비기는 동안 첫 국가대표 골을 넣었다.
그는 코트디부아르에서 열린 2023년 아프리카 네이션스컵 조별 리그 마지막 두 경기에 참가했다. 민테는 2024년 6월 8일, 세이셸과의 경기에서 3-1로 승리한 후 감비아에서 두 번째 골을 넣었다. 그는 가봉과의 2026년 FIFA 월드컵 예선에서 세 번째 국가대표 골을 넣었다.

## 수상
페예노르트
- KNVB 베커르 : 2023–24